# Gewichtsverlustmaterial
Gewichtsverlustmaterial und Reinmaterial sind Begriffe aus der Betriebswirtschaftslehre, die auf Alfred Weber zurückgehen. Er verstand unter einem „Reinmaterial“ ein Produkt, welches bei der Produktion gewichtsmäßig vollständig in das neue Gut eingeht. Ein „Gewichtsverlustmaterial“ geht hingegen nur teilweise oder gar nicht ein, sondern endet als Abfall.
Beispiele für Gewichtsverlustmaterial sind fast alle Energieträger sowie Erze. Findet hingegen eine reine Veredelung wie bei der Herstellung von Edelmetallen, so ist das Ausgangsprodukt ein Reinmaterial. Für Alfred Weber war diese Unterscheidung wichtig für die Entwicklung seines Standortmodells: Produktionsstätten, die vorwiegend Gewichtsverlustmaterial als Rohstoff verwenden, sind oft bei dem Gewinnungsort dieses Rohstoffs selbst angesiedelt; der Transport des Gewichtsverlustmaterial-Rohstoffs zu einer ausgelagerten Produktionsstätte wäre zu aufwendig, es liegt oft ein höheres Gewicht vor und diese Stoffe sind kostspieliger zu transportieren als die anderen benötigten Produktionsmittel. Hingegen ist der Produktionsstandort von Produkten, die vorwiegend Reingewichtsmaterialen verwenden, oft direkt am Endproduktmarkt.